# Jerzy Ginter
Jerzy Ginter (ur. 22 sierpnia 1935, zm. 13 kwietnia 2023 w Warszawie) – polski fizyk, prof. dr hab., autor licznych podręczników do fizyki. Były pracownik Zakładu Fizyki Ciała Stałego, Instytutu Fizyki Doświadczalnej Uniwersytetu Warszawskiego. Tematem jego pracy była dydaktyka fizyki oraz fizyka ciała stałego. 

## Życiorys
Był absolwentem warszawskiego liceum im. Jana Zamoyskiego. W czasie studiów fizyki w Uniwersytecie Warszawskim rozpoczął pracę naukową pod kierunkiem prof. Leonarda Sosnowskiego i pozostał wieloletnim pracownikiem Zakładu Fizyki Ciała Stałego na Wydziale Fizyki Uniwersytetu Warszawskiego. Jego najbardziej znana praca powstała we współpracy z Janem Gajem oraz Robertem Gałązką, która przedstawiała teorię struktury pasmowej półprzewodników w obecności namagnesowania jonów magnetycznych. Z Jerzym Mycielskim badał różne aspekty oddziaływania elektron-fonon, a wcześniej był współautorem pracy, w której podano model struktury pasmowej HgTe.
J. Ginter był laureatem nagrody Nestor 2007 przyznawanej przez Fundację na rzecz Nauki Polskiej. Pochowany został na  Cmentarzu Komunalnym w Laskach.

## Życie prywatne
Z żoną Bronisławą miał trzech synów: Michała, Kazimierza i Józefa. 

## Publikacje
Prof. Ginter był autorem wielu podręczników i publikacji naukowych. Napisał między innymi:
- Jerzy Ginter: Wstęp do fizyki atomu, cząsteczki i ciała stałego. Warszawa: Państwowe Wydawnictwo Naukowe, 1979. Brak numerów stron w książce